# Битва при Кочевье
Битва при Кочевье (словен. Bitka za Kočevje) — сражение Народно-освободительной войны Югославии между словенскими частями Народно-освободительной армии Югославии и немецкими войсками из Оперативной зоны Адриатического побережья.

## Ход сражения
Три бригады 14-й словенской дивизии, составленной из военных НОАЮ и членов Освободительного фронта Словении под командованием Мирко Брачича, в ночь на 9 декабря 1943 при поддержке артиллерии нанесли удар по городу Кочевье (словен. Kočevje, нем. Gotschee). В ходе сражения врасплох был застигнут гарнизон из словенской коллаборационистской организации «Белая гвардия» и немногочисленных немецких полицейских, который в панике начал отступать.
За небольшой временной промежуток партизаны отбили шахты, студенческое общежитие, школу и несколько других стратегически важных зданий. Силы словенцев и немцев стали отступать к замку Готшее, который партизаны долго и безуспешно штурмовали. Толстые стены защищали солдат от пуль и снарядов. Вскоре из Любляны подошли две колонны немецких войск из 162-й тюркской пехотной дивизии вермахта под командованием Оскара фон Нидермайера, который разгромил партизанские силы и выбил их из города. Осаду полностью сняли с города 12 декабря 1943.